# Africa Sports National en competiciones de la CAF
El Africa Sports National ha tenido varias apariciones en los torneos de fútbol organizados por la Confederación Africana de Fútbol, teniendo su primera aparición en la Copa Africana de Clubes Campeones 1968, en la que fue descalificado en la primera ronda.
El club ganó su primer título continental en 1992 al ganar la desaparecida Recopa Africana, la cual ganó en dos ocasiones.

## Participaciones

### Liga de Campeones de la CAF
| Temporada | Ronda          | Club                  | Local | Visita | Global       |
| --------- | -------------- | --------------------- | ----- | ------ | ------------ |
| 1997      | 1              | AS CotonTchad         | 3-0   | 1-2    | 4-2          |
| 1997      | 2              | 1.º de Agosto         | 1-1   | 0-5    | 1-6          |
| 2000      | 1              | Al-Ahli Trípoli       | 4-0   | 2-0    | 6-0          |
| 2000      | 2              | Ferroviário de Maputo | 5-0   | 2-1    | 7-1          |
| 2000      | Fase de grupos | Mamelodi Sundowns     | 6-1   | 0-2    | 3.º Lugar    |
| 2000      | Fase de grupos | Espérance de Tunis    | 2-1   | 0-2    | 3.º Lugar    |
| 2000      | Fase de grupos | Sable                 | 3-1   | 1-1    | 3.º Lugar    |
| 2004      | 1              | AS Douanes de Lomé    | 4-1   | 1-0    | 5-1          |
| 2004      | 2              | APR                   | 1-0   | 0-1    | 1-1 (5:4 p.) |
| 2004      | Fase de grupos | Enyimba               | 0-3   | 1-0    | 3.º Lugar    |
| 2004      | Fase de grupos | Étoile du Sahel       | 3-2   | 0-2    | 3.º Lugar    |
| 2004      | Fase de grupos | Bakili Bullets        | 1-1   | 1-2    | 3.º Lugar    |
| 2005      | 1              | RC Bafoussam          | 3-1   | 0-1    | 3-2          |
| 2005      | 2              | Raja Casablanca       | 1-1   | 0-1    | 1-2          |
| 2006      | Preliminar     | Renacimiento          | 2-2   | 0-0    | 2-2 (v.)     |
| 2008      | Preliminar     | Tonnerre d'Abomey     | 3-0   | 0-0    | 3-0          |
| 2008      | 1              | Zamalek               | 0-0   | 0-2    | 0-2          |
| 2009      | 1              | ZESCO United          | 0-0   | 0-2    | 0-2          |
| 2010      | Preliminar     | Benín                 | w.o.1 | w.o.1  | w.o.1        |
| 2010      | 1              | Al-Hilal Omdurmán     | 0-0   | 1-4    | 1-4          |
| 2012      | Preliminar     | Missile               | 2-0   | 2-3    | 4-3          |
| 2012      | 1              | Zamalek               | 2-1   | 0-1    | 2-2 (v.)     |

1- Benín no mandó un representante al torneo.

### Copa Africana de Clubes Campeones
| Temporada | Ronda            | Club                    | Local | Visita | Global       |
| --------- | ---------------- | ----------------------- | ----- | ------ | ------------ |
| 1968      | 1                | T. P. Englebert         | 2-0   | 4-4    | 6-41         |
| 1969      | Preliminar       | Olympique Sportif       | 5-1   | 2-0    | 7-1          |
| 1969      | 1                | TP Englebert            | 2-2   | 1-2    | 3-4          |
| 1972      | 1                | Mazembe                 | 1-2   | 2-5    | 3-7          |
| 1978      | 1                | Silures                 | 2-1   | 1-3    | 3-4          |
| 1979      | 1                | Imana                   | 1-0   | 0-2    | 1-2          |
| 1983      | 1                | ASC Diaraf              | 0-0   | 0-0    | 0-0 (0:3 p.) |
| 1984      | 1                | AC Semassi              | 2-1   | 2-4    | 4-5          |
| 1986      | 1                | Requins de l'Atlantique | 1-0   | 0-1    | 1-1 (4:3 p.) |
| 1986      | 2                | New Nigeria Bank        | 5-0   | 0-2    | 5-2          |
| 1986      | Cuartos de final | Espérance de Tunis      | 1-0   | 1-2    | 2-2 (v.)     |
| 1986      | Semifinales      | Nkana                   | 0-0   | 1-1    | 1-1 (v.)     |
| 1986      | Final            | Zamalek                 | 2-0   | 0-2    | 2-2 (2:4 p.) |
| 1987      | 1                | ASFOSA                  | 2-1   | 1-0    | 3-1          |
| 1987      | 2                | Mighty Barrolle         | 2-1   | 1-1    | 3-2          |
| 1987      | Cuartos de final | Al-Ahly                 | 2-0   | 0-2    | 2-2 (2:4 p.) |
| 1988      | 1                | Kaloum Star             | 3-1   | 2-0    | 5-1          |
| 1988      | 2                | Petro Atlético          | 3-0   | 1-2    | 4-2          |
| 1988      | Cuartos de final | Heartland               | 2-1   | 0-2    | 2-3          |
| 1989      | 1                | JAC Port-Gentil         | 1-0   | 0-1    | 1-1 (3:5 p.) |
| 1990      | 1                | DC Motema Pembe         | 3-0   | 0-1    | 3-1          |
| 1990      | 2                | Iwuanyanwu Nationale    | 1-1   | 2-3    | 3-4          |

1- Africa Sports fue expulsado del torneo por alinear a 3 jugadores que no estaban inscritos para el torneo.

### Copa Confederación de la CAF
| Temporada | Ronda      | Club             | Local | Visita | Global |
| --------- | ---------- | ---------------- | ----- | ------ | ------ |
| 2011      | Preliminar | FC Séquence      | 1-1   | 1-0    | 2-1    |
| 2011      | 1          | USFA Ouagadougou | w.o.1 | w.o.1  | w.o.1  |
| 2016      | Preliminar | Diables Noirs    | 2-1   | 2-1    | 4-2    |
| 2016      | 1          | ENPPI Club       | 0-2   | 1-4    | 1-6    |
| 2018      | Preliminar | FC Nouadhibou    | 1-1   | 0-1    | 1-2    |

1- Africa Sports abandonó el torneo debido a la situación política en Costa de Marfil.

### Supercopa de la CAF
| Temporada | Ronda | Club             | Resultado    |
| --------- | ----- | ---------------- | ------------ |
| 1993      | Final | Wydad Casablanca | 2-2 (5:3 p.) |
| 2000      | Final | Raja Casablanca  | 0-2          |

### Copa CAF
| Temporada | Ronda            | Club           | Local | Visita | Global       |
| --------- | ---------------- | -------------- | ----- | ------ | ------------ |
| 1995      | 1                | Kaloum Star    | 3-4   | 1-0    | 4-4 (v.)     |
| 2001      | 2                | MO Constantine | 1-0   | 0-1    | 1-1 (6:5 p.) |
| 2001      | Cuartos de final | Goldfields     | 2-0   | 0-0    | 2-0          |
| 2001      | Semifinales      | Kabylie        | 3-1   | 0-2    | 3-3 (v.)     |

### Recopa Africana
| Temporada | Ronda            | Club                  | Local | Visita | Global       |
| --------- | ---------------- | --------------------- | ----- | ------ | ------------ |
| 1980      | 1                | Dingareh              | w.o.1 | w.o.1  | w.o.1        |
| 1980      | 2                | US Mbila Nzambi       | 3-2   | 1-1    | 4-3          |
| 1980      | Cuartos de final | OC Agaza              | 1-0   | 1-1    | 2-1          |
| 1980      | Semifinales      | MA Hussein Dey        | 1-0   | 2-2    | 3-2          |
| 1980      | Final            | Mazembe               | 1-3   | 0-1    | 1-4          |
| 1982      | 1                | Kamboi Eagles         | 6-0   | 4-0    | 10-0         |
| 1982      | 2                | Dynamo Douala         | 1-0   | 2-1    | 3-1          |
| 1982      | Cuartos de final | Arab Contractors      | 2-0   | 0-3    | 2-3          |
| 1992      | 1                | Ports Authority FC    | 4-0   | 2-2    | 6-2          |
| 1992      | 2                | USM Bel-Abbès         | 5-1   | 1-1    | 6-2          |
| 1992      | Cuartos de final | Al-Ahly               | 3-0   | 0-2    | 3-2          |
| 1992      | Semifinales      | DC Motema Pembe       | 4-2   | 1-1    | 5-3          |
| 1992      | Final            | Vital'O               | 4-0   | 1-1    | 5-1          |
| 1993      | 1                | NPA Anchors           | dq2   | dq2    | dq2          |
| 1993      | 2                | AC Semassi            | 4-0   | 3-0    | 7-0          |
| 1993      | Cuartos de final | Kabylie               | 4-0   | 0-1    | 4-1          |
| 1993      | Semifinales      | Jomo Cosmos           | 4-0   | 1-1    | 5-1          |
| 1993      | Final            | Al-Ahly               | 1-1   | 0-1    | 1-2          |
| 1998      | 1                | OC Agaza              | 1-0   | 4-0    | 5-0          |
| 1998      | 2                | Dragons FC de l'Ouémé | 3-0   | 3-1    | 6-1          |
| 1998      | Cuartos de final | Nkana Red Devils      | 1-0   | 1-1    | 2-1          |
| 1998      | Semifinales      | 1.º de Agosto         | 3-1   | 0-4    | 3-5          |
| 1999      | 1                | Stade Malien          | 2-0   | 1-1    | 3-1          |
| 1999      | 2                | Simba                 | 2-0   | 1-0    | 3-0          |
| 1999      | Cuartos de final | FAR Rabat             | 1-0   | 1-1    | 2-1          |
| 1999      | Semifinales      | Orlando Pirates       | 3-1   | 1-3    | 4-4 (3:0 p.) |
| 1999      | Final            | Club Africain         | 1-0   | 1-1    | 2-1          |
| 2003      | 1                | Dynamic Togolais      | 1-1   | 2-1    | 3-2          |
| 2003      | 2                | Hafia                 | 1-2   | 2-0    | 3-2          |
| 2003      | Cuartos de final | Étoile du Sahel       | 0-1   | 1-2    | 1-3          |

1- Dingareh abandonó el torneo.

2- NPA Anchors fue descalificado del torneo.